# 渡邉珠里
渡邉珠里（わたなべじゅり、1995年8月16日 - ）は、日本の会社員。ミス・ユニバース・ジャパン2021として知られる。なお、名前については渡邉珠理とするソースもある。

## 経歴
1995年8月16日、日本人の父と韓国人の母のもと、東京都目黒区に生まれる。日本と中国で育ち、第8学年になった時（当時12歳）よりよい教育を求めて母と渡米。父は日本に残る。
中学・高校在学中、ケニアで環境や治安問題をテーマとした国際会議に出席。またインドへの短期留学などの経験を通して国際開発に興味を持つ。
カリフォルニア大学ロサンゼルス校入学（国際開発論専攻）。在学中、駐日米国大使（当時）のキャロライン・ケネディの元でインターンをするなど、国際外交に関して学ぶ。
2015年3月から2017年6月、ロサンゼルスのOwens and Gach Ray Law Officeに勤務。
2016年11月、Vergelua Production Incが主催するMiss Asia USA 2016で優勝。自身初となるミスコン挑戦である。なお、日本人が優勝するのは大会史上初である
。
2017年10月から2018年5月、東京都文京区のJusta Japanに勤務。2017年11月から2018年3月、東京都渋谷区のTOKYO SUPERCARS株式会社（Tokyo Supercars K.K.）に勤務。
2018年、大学卒業。2019年3月から2019年9月、東京都墨田区のTokyo Creative株式会社に勤務。そこで働く傍ら、渡邊珠里名義でミス・ワールド・ジャパン2019京都大会に出場。2019年3月19日に行われた決勝で京都代表に選ばれる。全国大会でTop10に残る。全国大会では渡邉珠理名義である。
2019年9月より外資系の広告会社・RTB HOUSE JAPAN株式会社に勤務。2021年9月22日、都内で行われた「2021ミス・ユニバース ジャパンファイナル」で優勝、ミス・ユニバース・ジャパン2021になる。「色んな気持ちで心が一杯なんですが、サポートしてくださった皆さんに感謝の気持ちで一杯です」「本当に3カ月以上ですが（出場者の）みんなと成長することが出来ました。一生の宝物にします」などとコメント。これを伝えるマイナビニュースでは渡邉珠里名義。
2021年11月26日、着物をイメージしたピンク色の衣装がヘルツリーヤの日本大使公邸で発表された。2022年にイスラエルと日本が国交樹立70年を迎えることを記念し、イスラエル人デザイナーAviad Arik Hermanが手掛たものである。ヘルマンによると原宿ファッションと着物を融合させたデザインであるという。
決勝に先立って行われたNational Costume Showで着用したヘルマンの衣装は、必ずしも肯定的に評価されたわけではない。ドン小西も満点5DONのうち2DONの評価を与えている。この衣装が「左前」だったことから、「日本の文化をバカにしている」「恥さらし」などと憤慨した人が多い、とする報道もある。
2021年12月13日、イスラエルのエイラートで行われた第70回ミス・ユニバース決勝（ミス・ユニバース2021）でTop16（ファイナリスト）に残る。日本人のファイナル出場は2015年以来6年ぶり6人目である。これを伝える時事ドットコムニュースでは渡邉珠理名義。渡邉は「テクノロジーを使用してメンタルヘルスケアをより多くの人に受けてほしいと思っていた。起業家になってこの目標を達成したい」と今後の抱負を語った。

## 人物
英語はネイティブレベル、韓国語と中国語は中級レベル。趣味・特技はフルート、生け花、ボクシング。